# Joseph Bonaduce
Joseph „Joe“ Bonaduce (* 5. Februar 1927 in Jessup, Lackawanna County, Pennsylvania; † 3. August 2004 in Northridge, Los Angeles, Kalifornien) war ein US-amerikanischer Drehbuchautor. Sein Wirkungszeitraum erstreckte sich auf weit über 20 Jahre.

## Leben
Bonaduce war vom 11. April 1947 bis zum 30. Juni 1972 mit Elizabeth „Betty“ Bonaduce (* 1924 als Elizabeth Steck; † 2022) verheiratet. Der Ehe entstammten drei Kinder, eine Tochter und zwei Söhne, darunter der ehemalige Kinderdarsteller und heutige Schauspieler Danny Bonaduce.
Er begann ab der 1960er Jahre die Drehbücher für die Fernsehsendung einiger populären Fernsehgrößen wie John Forsythe, Dick Van Dyke, Shari Lewis, Bill Cosby und Debbie Reynolds. Er war für das Drehbuch einiger Episoden von Fernsehserien wie Der Geist und Mrs. Muir, Die Waltons, Unsere kleine Farm oder Bonanza verantwortlich. Für deutschsprachige Filmproduktionen schrieb er für die Fernsehserie Zwei himmlische Töchter und für den Film Wencke, Udo und der blaue Diamant mit Udo Jürgens das Drehbuch.

## Filmografie

### Drehbuch
- 1952: Bandstand (Fernsehserie)
- 1966: Diver Dan (Fernsehserie, 35 Episoden)
- 1966: The John Forsythe Show (Fernsehserie, Episode 1x24)
- 1966: The Dick Van Dyke Show (Fernsehserie, 2 Episoden)
- 1966–1967: Laredo (Fernsehserie, 3 Episoden)
- 1966–1970: Süß, aber ein bißchen verrückt (That Girl) (Fernsehserie, 4 Episoden)
- 1967: Er und sie (He & She) (Fernsehserie, Episode 1x12)
- 1967: Accidental Family (Fernsehserie, 2 Episoden)
- 1967–1968: Andy Griffith Show (Fernsehserie, 5 Episoden)
- 1967–1968: Good Morning World (Fernsehserie, 2 Episoden)
- 1968: Mayberry R.F.D. (Fernsehserie, 2 Episoden)
- 1968–1969: Doris Day in … (Fernsehserie, 2 Episoden)
- 1968–1969: Der Geist und Mrs. Muir (The Ghost & Mrs. Muir) (Fernsehserie, 6 Episoden)
- 1969: Der Chef (Ironside) (Fernsehserie, Episode 2x14)
- 1969: Debbie groß in Fahrt (The Debbie Reynolds Show) (Fernsehserie, 5 Episoden)
- 1970: Bracken’s World (Fernsehserie, Episode 1x17)
- 1970: Bill Cosby (Fernsehserie, Episode 1x21)
- 1970: Nanny und der Professor (Nanny and the Professor) (Fernsehserie, Episode 1x05)
- 1972: Bonanza (Fernsehserie, 2 Episoden)
- 1972–1974: Temperatures Rising (Fernsehserie, 6 Episoden)
- 1973: Thicker Than Water (Fernsehserie)
- 1973: Emergency +4 (Fernsehserie, 11 Episoden)
- 1973–1974: Wo die Liebe hinfällt (Love, American Style) (Fernsehserie, 2 Episoden)
- 1974–1975: Apple’s Way (Fernsehserie, 2 Episoden)
- 1974–1975: Die Waltons (The Waltons) (Fernsehserie, 2 Episoden)
- 1974–1975: Unsere kleine Farm (Little House on the Prairie) (Fernsehserie, 2 Episoden)
- 1975: Die Schweizer Familie Robinson (Swiss Family Robinson) (Fernsehserie, Episode 1x07)
- 1975: The Shari Show (Fernsehserie)
- 1976: The Dumplings (Fernsehserie, Episode 1x03)
- 1977: Scooby’s All Star Laff-A-Lympics (Fernsehserie)
- 1977–1983: One Day at a Time (Fernsehserie, 15 Episoden)
- 1978: Zwei himmlische Töchter und die Gimmicks (Fernsehserie, 2 Episoden)
- 1978: In the Beginning (Fernsehserie, Episode 1x04)
- 1979: When the West Was Fun: A Western Reunion (Fernsehdokumentation)
- 1979: Good Times (Fernsehserie, 4 Episoden)
- 1979: California Fever (Fernsehserie, Episode 1x02)
- 1979: Marie (Fernsehfilm)
- 1979: Wencke, Udo und der blaue Diamant (Fernsehfilm)
- 1980: Captain Caveman and the Teen Angels (Zeichentrickserie, Episode 3x03)
- 1980: Joe’s World (Fernsehserie, Episode 1x08)
- 1981: Noch Fragen Arnold? (Diff’rent Strokes) (Fernsehserie, Episode 4x08)